# Amand Audaire
Amand Audaire (Saint-Sébastien-sur-Loire, 28 de setembre de 1924 - 20 de desembre de 2013) va ser un ciclista francès que fou professional entre 1947 i 1959. Durant aquests anys aconseguí nombroses victòries, sent les més destacades les dues edicions guanyades del GP Ouest France-Plouay (1949 i 1950).

## Palmarès
- 1947
  - 1r al Circuit de la Vall del Loira
  - 1r a Nantes
  - 1r a Mauves-sur-Loire
- 1948
  - 1r al Circuit de l'Aulne
- 1949
  - 1r al GP Ouest France-Plouay
  - 1r al Circuit de la Vall del Loira
  - 1r a Mauves-sur-Loire
- 1950
  - 1r al GP Ouest France-Plouay
  - 1r a Challans
  - 1r a la París-Bourges
- 1951
  - 1r a La Rochelle, Angouleme
- 1952
  - 1r a Angoulême
- 1953
  - 1r al Circuit dels Boucles del Sena
  - 1r al Boucles del Sena St Denis
- 1954
  - Vencedor d'una etapa del Tour de l'Oest
- 1955
  - 1r a Leuhan
- 1956
  - 1r al Circuit de la Vall del Loira
  - 1r a Saint-Guénolé
  - 1r al Tour de Normandia
  - 1r a Trévion
- 1957
  - 1r al Circuit de l'Aulne
  - 1r a Moëlan
  - 1r a Rosporden
  - 1r a Lechiagat
- 1958
  - 1r a Hennebont
  - 1r a Locminé

### Resultats al Tour de França
- 1950. Abandona (14a etapa)
- 1951. Abandona (6a etapa)
- 1953. 65è de la classificació general
- 1956. 76è de la classificació general